# اس‌اس ماهراتا (۱۸۹۲)
اس‌اس ماهراتا (۱۸۹۲) (به انگلیسی: SS Mahratta (1892)) یک کشتی بود که طول آن ۴۴۶ فوت (۱۳۵٫۹۴ متر) بود. این کشتی در سال ۱۸۹۱ ساخته شد.